# الشروق الجديد (جريدة مصرية)
في يوم الأحد، الموافق للأول من فبراير / شباط لعام 2009م تصدر في مصر صحيفة الشروق الجديد المعروفة باسم الشروق، لتكون أحدث المواليد في عالم الصحف المستقلة في مصر. رئيس التحرير عمرو خفاجي ومقرها شارع محمد كامل مرسي في المهندسين.
الصحيفة الجديدة يومية الإصدار منذ بدايتها، تصدر عن الشركة المصرية للنشر العربي والدولي، وهي إحدى شركات دار الشروق التي يرأس مجلس إدارتها المهندس إبراهيم المعلم.
ويتولى محمد بصل رئاسة القسم القضائي وخالد محمود رئاسة قسم الفن. ويرأس التحرير الآن عماد الدين حسين
تحرص الصحيفة الجديدة على انتهاج خط الصحافة الخبرية والاستقصائية، بعيداً عن الإثارة، وإنصافا للمعلومة، ويحاول القائمون عليها أن تنافس بقوة في السوق الذي تتجاذبه بالفعل عدة صحف انتشرت في السنوات الأخيرة في مصر، خاصة صحيفتي المصري اليوم والدستور المستقلتين، وكذلك الصحف القومية العريقة كالأهرام والأخبار والجمهورية.

## حفل الإصدار
وأعلنت الصحيفة الجديدة عن نفسها بحفل كبير نظمته في فندق جراند حياة بالقاهرة، حضره حشد كبير من المثقفين والمسؤولين والكتاب والإعلاميين، وكان من بين الحضور 5 وزراء ورئيس الاتحاد الدولي للناشرين، وسفير بريطانيا بالقاهرة.
وفي كلمته في الحفل قال المعلم إنه يأمل أن تكون صحيفته إضافة جديدة لكل الصحف الموجودة في مصر.

## لمحة عن الإدارة
يرأس مجلس الإدارة المهندس إبراهيم المعلم، وهو أحد أهم الناشرين العرب، ويتولى رئاسة اتحادهم، كما حاز منصب عضو غير منتخب في الاتحاد الدولي للناشرين، ومؤخراً - في أكتوبر 2008م - تم انتخابه بالإجماع كعضو منتخب وأحد نائبي رئيس الاتحاد.
ويتمتع المعلم بسمعة طيبة كناشر في مصر والوطن العربي، وشهدت مكتبته دار الشروق توسعات كبيرة في الآونة الأخيرة في القاهرة ليصبح لها 5 فروع آخذة في التوسع، بدلاً من فرع واحد.
ويشغل مجلس التحرير كلا من جميل مطر وحسن المستكاوى وعمرو خفاجى ، ويتولى رئاسة التحرير التنفيذية: عماد الدين حسين. ويتولى محمد بصل رئاسة القسم القضائي وخالد محمود رئاسة قسم الفن
أما مديرو التحرير فهم: عماد الغزالي وأحمد الصاوي ووائل قنديل والآن طلعت إسماعيل وخالد أبو بكر
رئيس القسم الثقافي. ويرأس التحرير الآن عماد الدين حسين.
ويشغل منصب المدير الفني حسين جبريل 
وكونت الجريدة بوابة إلكترونية على شبكة الإنترنت .
وبرغم محاولة الصحيفة تقديم (المعلومة) على (الرأي) إلا أنها تحاول جذب عدد من كبار الكتاب، خاصة بعد أن تقاسمتهم الصحف الموجودة في السوق بالفعل أمثال فهمى هويدى وغيره.

## وصلات خارجية
- الموقع الرسمي